# Siegfried Kuhn
Siegfried Ludwig Kuhn (* 15. April 1893 in Eisenach; † 14. oder 15. Juli 1915 bei Załuże Patory, Powiat Ciechanowski, Polen) war ein deutscher Komponist, der im Alter von 22 Jahren im Ersten Weltkrieg fiel.

## Die Eltern
Kuhns Mutter Ida wurde am 7. Juli 1865 als einziges Kind des Friedrich Christoph Franke und seiner zweiten Ehefrau Viktore Henriette Christiane Margaretha (geb. Peter) geboren, sie starb am 11. August 1929. Ihr Vater war in Eisenach als Stadtmusiker angestellt und hatte bei August Kömpel, dem letzten Schüler von Louis Spohr, Geige gelernt.
Siegfried Kuhns Vater, Carl Andreas Kuhn (* 4. August 1862), war das jüngste von fünf Kindern des Heinrich Carl und der Louise Elisabethe Kuhn (geb. Schwarz). Während seiner Zeit im Eisenacher Lehrerseminar lernte er seine zukünftige Frau kennen, mit der er sich Weihnachten 1884 verlobte. Am 14. Juli 1887 fand die Trauung in der Georgenkirche statt. Ab 1892 war er Lehrer am Karolinenlyzeum, einer Schule mit Lehrerinnenseminar, wo er auch einen Chor gründete. Nach dem Schuljahr 1925/26 trat er in den Ruhestand. Zur Abschiedsfeier wurde eine Kantate von Wilhelm Rinkens mit einem Text von Martin Platzer aufgeführt. Am 24. Juni 1934 starb er, der seinen Lebensabend auf das Verbreiten und Aufführen der Werke seines Sohns verwendet hatte, an einem Herzschlag.

## Leben

### Eisenach
Siegfried Kuhn wurde am 15. April 1893 im heute nicht mehr stehenden Haus in der Georgenstraße 38 geboren. Ostern 1899 trat Kuhn in die Schule ein; sein Abitur legte er Ostern 1911 am Karl–Friedrich–Gymnasium (heute Martin–Luther–Gymnasium) ab. Während der Schulzeit begann er zu dichten und zu komponieren und nahm Klavierunterricht bei Wilhelm Rinkens, der ihn auch theoretisch unterwies. In diesen Jahren entstanden 14 Präludien, drei Lieder ohne Worte und andere Klavierwerke, erste Chorsätze sowie gegen Ende der Gymnasialzeit die ersten Sololieder, eine Suite für zwei Geigen und Klavier im Mozartstil und das Air in fis–Moll.

### Studienzeit
Am 21. April 1911 immatrikulierte Kuhn sich in München und belegte zunächst die Fächer Germanistik und Musik. Um sich auf das Konservatorium vorzubereiten, nahm er Unterricht in Musiktheorie bei Hans Neumeyer. Unter den vielfältigen Eindrücken, denen er in dieser Zeit ausgesetzt war, begann er, sein bekanntestes Werk, die Sonate in h–Moll für Bratsche und Klavier, zu schreiben. Es entstand eine Flut von weiteren Kompositionen, und Kuhn entschied sich dafür, das Germanistikstudium fallen zu lassen, um sich nur der Musik zu widmen.
Die Veränderung der Studienfächer verband Kuhn mit einem Wechsel des Studienortes: von Herbst 1912 an studierte er in Heidelberg unter Philipp Wolfrum und begann das Orgelspiel. In dieser Zeit entstand viel Kammer- und Chormusik, darunter besonders hervorzuheben das Streichtrio in A–Dur, das er im Herbst 1913 nach Berlin an die königliche Hochschule für Musik schickte, denn dahin hatte Wolfrum ihn zur Beendigung seines Studiums verwiesen.
Am 7. Oktober 1913 wurde dort er in die Meisterklasse für Komposition bei Engelbert Humperdinck aufgenommen. Wegen Humperdincks Schlaganfall und seiner zunehmenden Reisetätigkeit wurde jedoch die Kompositionsklasse aufgelöst. Aus diesem Grund hospitierte Kuhn bei Robert Kahn, wurde wenig später, nachdem er ihm sein Streichtrio vorgelegt hatte, sein Privatschüler und trat zu Ostern 1914 in die Kapellmeisterklasse von Rudolf Krasselt ein. Neben den Fugen und einigen seiner größten Werke (darunter das Streichquartett in a–Moll), die von immer weiter entwickelter handwerklicher Fertigkeit zeugen, schrieb Kuhn in der Berliner Zeit unter anderem mit „In dem Grünebusch“, „Vöglein Schwermut“, „Liebesweh“ und „Nachtwandler“ einige seiner meistgesungenen Lieder.

### Erster Weltkrieg
Um nicht vor sich selbst und seinen Kommilitonen als Feigling dazustehen, meldete Kuhn sich freiwillig zur Infanterie und wurde beim 94. Infanterieregiment in Weimar ausgebildet. Anfang 1915 zog er das erste Mal ins Feld; vor Ostern war er kurzzeitig zu weiterer Ausbildung zurückbeordert und traf seine Familie zum letzten Mal.
Am 14. oder 15. Juli 1915 (letzteres Datum steht auf der amtlichen Todesmeldung) fiel Siegfried Kuhn bei Załuże Patory und wurde in der Nähe begraben. Etwas später wurde sein Leichnam exhumiert und nach Eisenach umgebettet, wo auch am 14. Oktober 1929 das Grabdenkmal errichtet wurde. Es besteht aus einer Bronzeplastik von Hermann Blechschmidt, die einen jungen Mann darstellt, der sich von einer knienden Frau, die eine Lyra hält, abwendet. Der Sockel trägt neben Kuhns Lebensdaten und seinem Namen die erste Phrase des Soprans aus seinem Werk Crucifixus.

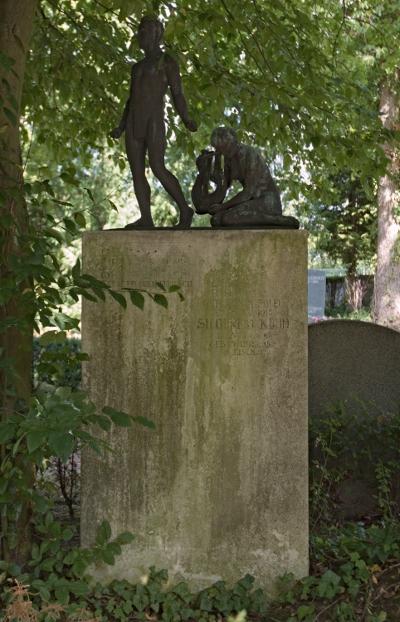
Siegfried Kuhns Grab auf dem Hauptfriedhof Eisenach

## Nachleben
Siegfried Kuhn ist aus dem Bewusstsein der heutigen Musikwelt fast vollständig verschwunden. Interpreten wie Heinrich Schlusnus oder der Kreuzchor unter Rudolf Mauersberger sangen und spielten Kuhns Musik noch zum Teil bis in die 1960er Jahre, wovon es auch Plattenaufnahmen (z. B. „Ausfahrt“ auf Eterna Nr. 820477) und Rundfunksendungen gab.
Vom 17. bis zum 19. März 1933 fand eine dreitägige Gedenkfeier für Siegfried Kuhn statt. Mitwirkende waren unter anderem die Sänger Rudolf Watzke und Amalie Metz-Tunner, der Bratscher Arnold Matz, das Genzel-Quartett, Kuhns Schwester Ida am Klavier und sein Vater Carl mit dem Frauenchor. Dieses Ereignis stellte zugleich einen der Höhepunkte des Bemühens von Carl Kuhn dar, die Werke seines Sohnes vor dem Vergessen zu schützen.
Kuhns Schwester Ida schrieb eine Biografie mit dem Titel „Siegfried Kuhn: Leben und Werk“, die im Selbstverlag erschien und die einzige zusammenhängende Quelle zu Siegfried Kuhn darstellt. Die Gesamtherstellung übernahm der Verlag Bärenreiter in Kassel.

## Werk
Von Siegfried Kuhn sind heute knapp über 100 Werke erhalten. Jeweils etwas mehr als ein Viertel entfallen davon auf die Werkgruppen Lied, Chormusik und Musik für Tasteninstrumente, der Rest sind kammermusikalische Werke. Von Kuhn ist nur eine einzige Komposition für Orchester, eine Suite in C–Dur, die eine Version einer Suite für Streichquartett ist, bekannt. Bekannte Opusnummern tragen nur die Bratschensonate und zehn der bei Ries und Erler erschienenen Lieder. Auf den Handschriften finden sich keine Opusnummern und nur selten ein Datum oder eine Widmung.
Die Zeitung Hamburger Nachrichten schrieb am 2. Februar 1931:

„Eine allseitig rege und ergiebige Musikalische Phantasie lässt auf dem Grunde einer reichen, tonal gehaltenen Harmonik und einer in ihrer Starrheit wie in ihrer Beweglichkeit gleich interessanten Rhythmik, auf oft kecken, glänzenden Einfällen schöne lebensvolle Sätze entstehen. Markante Motive werden in flüssigen, oft volkstümlich gehaltenen, oft aparten Melodien, um die fast immer ein Gewebe eindrucksvolle Polyphonie gesponnen wird, nirgend leer, nirgend grüblerisch, immer so maßvoll ausgebaut, dass die leitenden Gedanken nicht überwuchert werden. Alle Werke beweisen eine sicher empfindende, oft reizvolle Phantasie für Klangfarben und erfreuen durch klare, überschaubare, nirgend schwülstige Formen. Interessant die originelle, das Ganze immer architektonisch abrundende, Umordnung der einzelnen Unterteile.“

### Aufzählung der wichtigsten Werke

#### Lieder
20 Lieder für Singstimme mit Klavier (erschienen bei Ries und Erler, Berlin):
1. „Schlummerlied“ (A. Mombert)
2. „Seelen“ (P. Wertheimer)
3. „Minnelied“
4. „Nacht“ (C. Busse)
5. „Abendhimmel“ (V. z. Linde)
6. „In dem Grünebusch“ (H. Löns)
7. „Liebesweh“ (H. Löns)
8. „Ein kleines Lied“
9. „Vöglein Schwermut“ (Chr. Morgenstern)
10. „Säuberliches Mägdelein“
11. „Kurze Fahrt“ (J. v. Eichendorff)
12. „Musikantengruß“ (J. v. Eichendorff)
13. „In meines Vaters Garten“
14. „Nachtwandler“ (G. Falke)
15. „Durch die Nacht“ (R. Dehmel)
16. „Fuchsia“ (O. z. Linde)
17. „Trinklied“ (H. Leuthold)
18. „Der Abend“ (J. v. Eichendorff)
19. „Studentenfahrt“ (J. v. Eichendorff)
20. „Der verzweifelte Liebhaber“ (J. v. Eichendorff)

#### Kammermusik
- Sonate h–Moll für Bratsche und Klavier (erschienen bei Edition Peters, Ries und Erler)
- Suite C–Dur für Streichorchester (erschienen bei Ries und Erler, Berlin)
- „Drei Stücke für Haus – und Schulmusik“ (erschienen bei Ries und Erler, Berlin):

1. Menuett für Streichquartett
2. „Abendstimmung“
3. „Frohsinn“

- Streichtrio in A–Dur (erschienen bei Kahnt, Leipzig)
- Air fis–Moll für Geige und Klavier / Orgel (erschienen bei Oltersdorf, Hameln)
- Streichquartett a–Moll

#### Musik für Tasteninstrumente
- „Klaviervariationen über ein altdeutsches Minnelied aus dem Jahre 1540“ (erschienen bei Ries und Erler, Berlin)
- Präludium über BACH und Fuge A-Dur für Orgel

#### Chorwerke
Männerchöre:
- „Herzog Ulrichs Jagdgesang“ (erschienen bei Steingräber, Leipzig)
- „Abendlandschaft“ (erschienen bei Steingräber, Leipzig)
- „Im Morgenrot“ (erschienen bei Hochstein, Heidelberg)
- „Ausfahrt“ (erschienen bei Rudolf Bley, Eisenach)
- „Scheiden“ (erschienen bei Rudolf Bley, Eisenach)

Frauenchöre (erschienen bei Hochstein, Heidelberg):
- „Sommergewinn“
- „Der Vögel Abschied“
- „Schein aus, du liebe Sonne“
- „Der Bote“
- „Marienlied“
- „Liebeskummer“

Gemischte Chöre:
- „Vier Lieder für gemischten Chor“ (erschienen bei Hochstein, Heidelberg):

1. „Ich hört ein Sichlein rauschen“
2. „Nächtliche Jagd“
3. „Mein Herz blüht wie ein Rosenstrauch“
4. „Der Liebesbrief“

- „Crucifixus“ (erschienen bei Steingräber, Leipzig)
- „Im Schmuck des Lenzes“ (erschienen bei Hochstein, Heidelberg)
- „Geburtstagsfuge“ (erschienen bei Hochstein, Heidelberg)
- „Die Stadt am Meer“ (Th. Storm) (erschienen bei Hochstein, Heidelberg)